# 角地正純
角地 正純（かくち まさずみ、1932年〈昭和7年〉2月28日 - 2013年〈平成25年〉7月11日）は、大阪府出身の日本の声楽家。大阪信愛女学院短期大学名誉教授。1981年〈昭和56年〉芸術文化勲章シュヴァリエ。関西二期会創立メンバーでもある。

## 生涯
台湾総督府に勤める父健次と、母照子の第一子として生まれる。13歳で終戦、大阪へ戻る。
大阪府立北野高等学校卒業後、大阪学芸大学（現・大阪教育大学）に入学、同学専攻科を卒業する。在学中から推薦を受け、NHK大阪放送合唱団へオーディションにより入団。公私共に宗教曲を多く演奏する活動のなかでキリスト教にその源泉を求め、ロベルト・ブリーゲン神父（大阪芸術大学名誉教授、ベルギーフランドル交流センター元館長）の元でグレゴリオ聖歌を中心に典礼音楽を学ぶ。
NHK退職後、大阪信愛女学院短期大学に勤務した。大学在職時は、幼児教育課程のための「祈りの歌」や「グレゴリオ聖歌」を研究する。
1970年、日本万国博覧会「バチカンDay」のためのミサ曲を作曲する。また、1993年まで、NHK全国学校音楽コンクールの審査員を務める。
2004年度をもって大阪信愛女学院短期大学を退職、名誉教授となる。
2005年4月より人工透析を開始する。2013年7月11日に死去（満81歳没）。

## 委員歴
- 1961-1969年 大阪楽友協会 会長
- 1964-1967年 二期会関西支部 理事
- 1966-1975年 パレストリーナ・インスティテュート（ローマ教皇庁立国際宗教音楽協会 日本支部） 常任理事
- 1980-2013年 日仏音楽協会＝関西 常任理事

## 受賞歴
- 文部省芸術祭音楽部門（NHK大阪放送合唱団 企画・演奏「奨励賞」 多田武彦作曲合唱組曲「京都」のテノール独唱）:1963年[11]
- 音楽クリティック・クラブ奨励賞（NHK大阪放送合唱団コダイ・ミサブレヴィスの演奏 テノール独唱）：1965年[12]
- 芸術文化勲章シュヴァリエ（フランス）:1981年[13]
- 関西合唱コンクール金賞（角地正純指揮・和歌山大学混声合唱団ラッスス・モテットの演奏）：1983年[14]